# Oberonia longhutensis
Oberonia longhutensis är en orkidéart som beskrevs av Johannes Jacobus Smith. Oberonia longhutensis ingår i släktet Oberonia och familjen orkidéer. Inga underarter finns listade i Catalogue of Life.